# Пентафторид-хлорид селена
Пентафторид-хлорид селена — неорганическое соединение,
смешанный фторид и хлорид селена
с формулой SeF5Cl,
бесцветный газ.

## Получение
- Хлорирование фторсульфатом хлора фторида селена-цезия [3]:

{\displaystyle {\mathsf {CsSeF_{5}+ClOSO_{2}F\ {\xrightarrow {}}\ SeF_{5}Cl+CsSO_{3}F}}}

## Физические свойства
Пентафторид-хлорид селена образует бесцветный газ.